# Brehna
Brehna är en stadsdel i Sandersdorf-Brehna i förbundslandet Sachsen-Anhalt, Tyskland.
Till och med 30 juni 2009 var Brehna en fristående stad (Gemeinde), men slogs efter detta datum samman med fyra andra småkommuner till en större administrativ enhet. Staden Brehna hade 2 938 invånare 2009.